# Demetrije Čupor Moslavački
Demetrije Čupor Moslavački (u. 1468./1480.) je bio hrvatski plemenitaš iz obitelji Čupora Moslavačkih. Bio je visoki crkveni dužnosnik. Bio je kninski, jurski i zagrebački biskup. Sin je Pavla, slavonskog bana.
Drugovao je s Jankom Sibinjaninom i Ivanom Vitezom od Sredne.
Izbori na biskupske dužnosti nisu prolazile mirno. Papa mu je 1447. dao mjesto zagrebačkog biskupa, no kanonici su se protivili izboru, zbog čega je izbor bio poništen sve do 14. lipnja 1465. godine. Kralj Matija Korvin založio se za Demetrija kod pape neka ga se imenuje za biskupa, ali bez uspjeha. Papa je Demetrija postavio za morao premjestiti 1467. u Vjuru (Juru) za biskupa, a na toj je funkciji i umro. Zanimljivost je da je po izumrću Čupora Moslavačkih njihovi posjedi prešli u posjede jurskog biskupa (Tome Bakača).